# Nicolae Titulescu (Olt)
Nicolae Titulescu é uma comuna romena localizada no distrito de Olt, na região de Oltênia. A comuna possui uma área de 30.59 km² e sua população era de 1282 habitantes segundo o censo de 2007.